# Würzburg-Ochsenfurter Maintal
Das Würzburg-Ochsenfurter Maintal ist eine kleinteilige naturräumliche Einheit (5. Ordnung) mit der Ordnungsnummer 133.04 auf dem Gebiet der unterfränkischen Gemeinden Eibelstadt, Frickenhausen am Main, Marktbreit, Ochsenfurt, Randersacker, Segnitz, Sommerhausen, Winterhausen und Würzburg in den Landkreisen Kitzingen und Würzburg.

## Lage
Das Würzburg-Ochsenfurter Maintal (133.03) bildet eine Untereinheit innerhalb der namenlosen Haupteinheit 133.0. Sie ist Teil des Mittleren Maintales (133) und damit ein Naturraum in der Haupteinheitengruppe der Mainfränkischen Platten (13). Der Naturraum umfasst ein langgezogenes Stück des südlichen Maindreiecks. Im Mittleren Maintal schließen sich folgende Naturräume an: Im Osten ist das sogenannte Kitzinger Maintal (133.05) zu finden, im Westen grenzt der Würzburger Talkessel (133.03) an. Entlang der Nordufer ragen die Hochflächen im südlichen Maindreieck (134.11), ein Naturraum der Gäuflächen im Maindreieck (134) bis fast an die Mainufer. Ebenso ist hier das Lindelbacher Flugsandgebiet (134.2) zu finden. Der Süden wird vom Ochsenfurter und Gollachgau (130.10), sowie dem Ifftalbereich (130.01) eingenommen.
Der Naturraum liegt südöstlich der kreisfreien Stadt Würzburg im Landkreis Würzburg. Es umfasst Gebiete in den Gemeinden (flussaufwärts) Würzburg, Randersacker, Eibelstadt, Winterhausen, Sommerhausen, Ochsenfurt, Frickenhausen am Main, Marktbreit und Segnitz. Die beiden letztgenannten Gemeinden gehören bereits zum Landkreis Kitzingen. Das Zentrum des Naturraums bildet die ehemalige Kreisstadt Ochsenfurt. Das Würzburg-Ochsenfurter Maintal umfasst als Naturraum nur einen schmalen Streifen links und rechts des Flusses, weshalb die Gemarkungen der genannten Orte zumeist bereits anderen Naturräumen zuzuordnen sind. Die am Fluss gelegenen Kernorte können aber häufig zum Maintal gerechnet werden. Zwei Autobahnbrücken (A 3 bei Randersacker und A 7 bei Marktbreit) überspannen das Maintal, die Bundesstraße 13 wird zwischen Eibelstadt und Ochsenfurt durch den Naturraum geführt.

## Landschaftscharakteristik
Die Landschaft zwischen Würzburg und Marktbreit wird entlang des Maines von den Böden des Muschelkalks geprägt. Teilweise ragen die Hänge entlang des Ufers scharfkantig auf, teilweise handelt es sich eher um mäßig geböschte Talhänge. Der Übergang zwischen den Hochflächen und dem Maintal erfolgt hier besonders unvermittelt und schroff. Die Nebentäler kleinerer Flüsse (beispielsweise des Breitbachs oder des Lindelbachs) bildeten Klingen, die noch heute die Talhänge bis zur Mündung im Main prägen.
Die potentielle, natürliche Vegetation (ohne Eingriffe des Menschen) würde hier Auwälder aus Eschen und Ulmen entstehen lassen. Daneben würden hier vereinzelt auch Fichten entlang der kleineren Bäche zu finden sein. Das Würzburg-Ochsenfurter Maintal ist heute jedoch dicht besiedelt und wird insbesondere von den Weinbauflächen an den im Durchschnitt 15 bis 20° steilen Talhängen geprägt. Der jahrhundertealte Weinbau wurde teilweise von der Nachfolgekultur Obstbau zurückgedrängt. Die Weinbautradition ist allerdings noch durch die Lesesteinwälle an einigen Steillagen ablesbar. Die hier vorherrschenden sandigen, lockeren Böden und die geringe Frühjahrsfrostgefährdung eignen sich besonders gut für den Weinanbau. Seit dem Ausbau des Maines zur Großschifffahrtsstraße wird Ackerbau auch auf der Niederterrasse unmittelbar neben dem Fluss getrieben.
An den Rändern des Naturraums am Übergang zu den Hochflächen sind außerdem häufig aufgelassene Steinbrüche und Kiesgruben zu finden. Hier wurden in der Vergangenheit altquartäre Fossilfunde gemacht. Die Steinbrüche im Quaderkalk prägten einige Jahrhunderte lang die Wirtschaft der Talgemeinden und werden heute in Form von touristischen Wanderrouten vermarktet.

## Schutzgebiete
Das Würzburg-Ochsenfurter Maintal weist mehrere Schutzgebiete nahezu aller Schutzkategorien auf. Besonderem Schutz bedarf das Naturschutzgebiet Maintalhang Kleinochsenfurter Berg. Das gesamte Maintal wird vom Fauna-Flora-Habitat Trockentalhänge im südlichen Maindreieck durchzogen, das das typische Erscheinungsbild dieses Maintalbereichs unter Schutz stellt. Die Flussufer beherbergen außerdem viele schützenswerte Biotope.